# Masonbeckia compressicornis
Masonbeckia compressicornis är en stekelart som beskrevs av Michael J. Sharkey och Robert A.Wharton 1994. Masonbeckia compressicornis ingår i släktet Masonbeckia och familjen bracksteklar. Inga underarter finns listade i Catalogue of Life.